# Yoo Byung-soo
Yoo Byung-soo (26 de março de 1983) é um futebolista profissional sul-coreano que atua como atacante.

## Carreira
Yoo Byung-soo representou a Seleção Sul-Coreana de Futebol na Copa da Ásia de 2011.

## Títulos
Al-Hilal
- Crown Prince Cup: 2013

Rostov
- Copa da Rússia: 2013–14